# Квемо-Кодисцкаро
Квемо-Кодисцкаро (груз. ქვემო კოდისწყარო) — село в Грузии, в муниципалитете Душети края Мцхета-Мтианети. 

## География
Село расположено в юго-западной части края, в 15 километрах по прямой к юго-западу от центра муниципалитета Душети. Высота центра — 870 метров над уровнем моря.

## Население
По данным переписи населения 2014 года, в селе проживало 14 человек.
| Год  | Население |
| ---- | --------- |
| 2002 | 30        |
| 2014 | 14        |